# اف.ان.بی. کورپوریشن
ابرشرکت اف. ان.بی. (انگلیسی: F.N.B. Corporation) ابرشرکت خدمات مالی و بانکداری آمریکایی است، که در سال ۱۸۶۴ تأسیس شد.